# The Flower Pot Men
The Flower Pot Men, noti anche come The Flower Pot Men and Their Garden, sono stati un gruppo musicale inglese formatosi nel 1967, in occasione dell'incisione del singolo Let's Go to San Francisco (hit sia nella Top 20 inglese che nelle classifiche musicali continentali, e che ebbe una nota versione italiana, Inno, cantata dai Dik Dik), e caratterizzato dall'utilizzo di armonie a quattro voci.
I suoi componenti iniziali erano Tony Burrows, Neil Landon e Robin Shaw, provenienti dal trio vocale The Ivy League attivo dal 1964, ed il cantante Pete Nelson, accompagnati da Ged Peck alla chitarra, Carlo Little alla batteria e, per un breve periodo, da Nick Simper al basso e Jon Lord all'organo Hammond, entrambi poi confluiti nei Deep Purple.
Con l'abbandono di Lord e Simper nel 1968, e di Landon nel 1969, i tre cantanti rimasti aggiunsero nuovi musicisti al gruppo e cambiarono il loro nome in White Plains, ottenendo un discreto successo nel 1970 con la hit My Baby Loves Lovin'. Poco dopo, i Flower Pot Men si sciolsero.